# ريتا جونسون
ريتا جونسون (بالإنجليزية: Rita Johnson)‏ (و. 1913 – 1965 م) هي ممثلة، وممثلة مسرحية، من الولايات المتحدة الأمريكية، ولدت في ورسستر، ماساتشوستس، توفيت في هوليوود، كاليفورنيا، عن عمر يناهز 52 عاماً.

## التعليم
تعلمت في معهد نيو إنجلند للموسيقى ‏.

## وصلات خارجية
- ريتا جونسون على موقع IMDb (الإنجليزية)
- ريتا جونسون على موقع ألو سيني (الفرنسية)
- ريتا جونسون على موقع أول موفي (الإنجليزية)
- ريتا جونسون على موقع قاعدة بيانات برودواي على الإنترنت (الإنجليزية)
- ريتا جونسون على موقع قاعدة بيانات الأفلام السويدية (السويدية)
- ريتا جونسون على موقع إن إن دي بي (الإنجليزية)
- ريتا جونسون على موقع قاعدة بيانات الفيلم (الإنجليزية)
- ريتا جونسون على موقع كينوبويسك (الروسية)